# Jacques Léonard (historien)
Jacques Léonard est un historien français spécialiste de l'histoire sociale de la médecine, né le 28 octobre 1935 à Sotteville-lès-Rouen et mort d’un cancer le 1er août 1988 à Rennes. 
Il grandit à Falaise (Calvados). Il vit les journées du débarquement de juin 1944 dans une ferme à proximité de la ville qui est bombardée le 7 juin.
Il est admis en hypokhâgne au lycée Malherbe de Caen, puis en khâgne au lycée Henri IV et prépare son agrégation à l’École Normale Supérieure de Saint-Cloud. 
Agrégé d'histoire en 1958, il est affecté à la Faculté des lettres de Rennes en 1963 en qualité de jeune assistant puis comme professeur d'histoire contemporaine jusqu’en 1987.
En 1976, Jacques Léonard soutient sa thèse de doctorat à la Sorbonne sous la direction de Louis Girard. Intitulée « Les médecins de l'Ouest au XIXe siècle », elle repose sur l'étude des archives officielles et privées concernant 3.755 médecins civils ayant exercé dans six départements de l'Ouest (les cinq départements bretons et la Mayenne) entre 1803 et 1892.
Il est l'un des premiers, au début des années 1970, à utiliser l'informatique à son balbutiement afin d'établir son fichier sur les médecins de l'Ouest. Quelque 4.330 fiches sont conservées dans la base biographique de la Bibliothèque interuniversitaire de Santé (Paris). 
Il contribue à renouveler l’histoire sociale de la médecine en restituant « la place du biologique dans l'économie générale de la discipline historique » (Alain Corbin). Dans un texte en hommage à l’historien, Alain Corbin souligne l'apport de la démarche de Jacques Léonard dans une histoire politique du XIXe siècle qui ne pourra plus ignorer « le biologique, la révolution pastorienne, l'emprise de la notion de dégénérescence, les tentations de l'eugénisme, l'angoisse suscitée par ce que les contemporains considèrent comme les grands fléaux sociaux »
Selon Anne Carol, Jacques Léonard a ouvert le champ de recherche sur l’eugénisme en France.
Son ultime ouvrage Archives du corps consacre la masse documentaire accumulée en vingt cinq ans de recherche en une histoire foisonnante de la santé au XIXe siècle qui croise les matériaux les plus divers (littérature hygiéniste et médicale, textes législatifs, archives judiciaires, presse, sources littéraires).
Le 9 janvier 1993, une journée dédiée à Jacques Léonard était organisée à Paris par le Groupe de recherche en épistémologie et histoire de la médecine, à l'initiative de Claude Bénichou, de Claude Langlois et du docteur Jacques Poirier.
Une rue de Rennes porte son nom dans le quartier de Villejean.

## Critique deSurveiller et punirde Michel Foucault
En 1977, la Société d'histoire de la révolution de 1848, présidée par Maurice Agulhon, propose à Jacques Léonard de rédiger un compte-rendu de l'ouvrage Surveiller et punir du philosophe Michel Foucault. Dans « L'historien et le philosophe », Léonard y interroge la rigueur méthodologique du philosophe. Jacques Léonard reconnait en M. Foucault « un historien que nous [les historiens] avons intérêt à écouter » et salue l'« éclairage nouveau et puissant sur un recoin négligé de l’histoire ». Toutefois il juge que « Foucault minimise la résistance des habitudes du passé, et [qu']il sous-estime l'importance du désordre », accordant trop aux discours et pas assez à « la poussière des faits concrets ». Il compare Foucault à un « cavalier barbare » parcourant « trois siècles à bride abattue ».
J. Léonard critique les flottements dans l’analyse du « pouvoir disciplinaire » par Foucault : « On ne sait pas très bien si M. Foucault décrit une machinerie ou s'il dénonce une machination. »
L'historienne Michelle Perrot écrit : « Jacques Léonard, qui louait par ailleurs la beauté de l'écriture, la richesse des "aperçus latéraux" suggestifs de recherches futures, l'ampleur du propos, invitait à une tolérance un peu résignée : "Il y a plus d'une famille dans la tribu de Clio". »
Michel Foucault répond avec une ironie mordante dans son texte « La poussière et le nuage », où il prend néanmoins la peine de préciser sa démarche historienne.
L'article de Jacques Léonard aura été à l'origine du débat entre Michel Foucault et les historiens qui se concrétise par la Table ronde du 20 mai 1978 à la Sorbonne en présence de Maurice Agulhon, Nicole Castan, Catherine Duprat, François Ewald, Arlette Farge, Alexandre Fontana, Michel Foucault, Carlo Ginzburg, Remi Gossez, Jacques Léonard, Pascal Pasquino, Michelle Perrot, Jacques Revel. 

## Ouvrages principaux
- Les officiers de santé de la Marine française de 1814 à 1835, Paris, Klincksieck, 1968, 332 p.
- La vie quotidienne du médecin de province au XIXe siècle, Paris, Hachette, 1977, 3e éd., 1982, 285 p.
- La France médicale au XIXe siècle. Médecins et malades, Paris, Gallimard, coll. « Archives », 1978, 288 p.
- La médecine entre les pouvoirs et les savoirs : histoire intellectuelle et politique de la médecine française au XIXe siècle, Paris, Aubier-Montaigne, Collection Historique, 1981, 384 p.
- Archives du corps. La santé au XIXe siècle, Rennes, Ouest-France, 1986, 332 p.